# Casalta
Casalta (korsisch A Casalta) ist eine Gemeinde im französischen Département Haute-Corse auf der Insel Korsika. Sie gehört zum Kanton Casinca-Fiumalto im Arrondissement Corte. Das Siedlungsgebiet liegt durchschnittlich auf 400 Metern über dem Meeresspiegel. Nachbargemeinden sind Silvareccio im Nordwesten, Porri und Taglio-Isolaccio im Nordosten, Pruno und Pero-Casevecchie im Südosten, San-Gavino-d’Ampugnani im Süden, Scata, Ficaja und La Porta im Südwesten sowie Piano im Westen.

## Bevölkerungsentwicklung
| Jahr      | 1962 | 1968 | 1975 | 1982 | 1990 | 1999 | 2008 | 2016 |
| --------- | ---- | ---- | ---- | ---- | ---- | ---- | ---- | ---- |
| Einwohner | 110  | 70   | 40   | 35   | 24   | 37   | 53   | 52   |

## Sehenswürdigkeiten
- Reste der romanischen Kirche Santa Maria

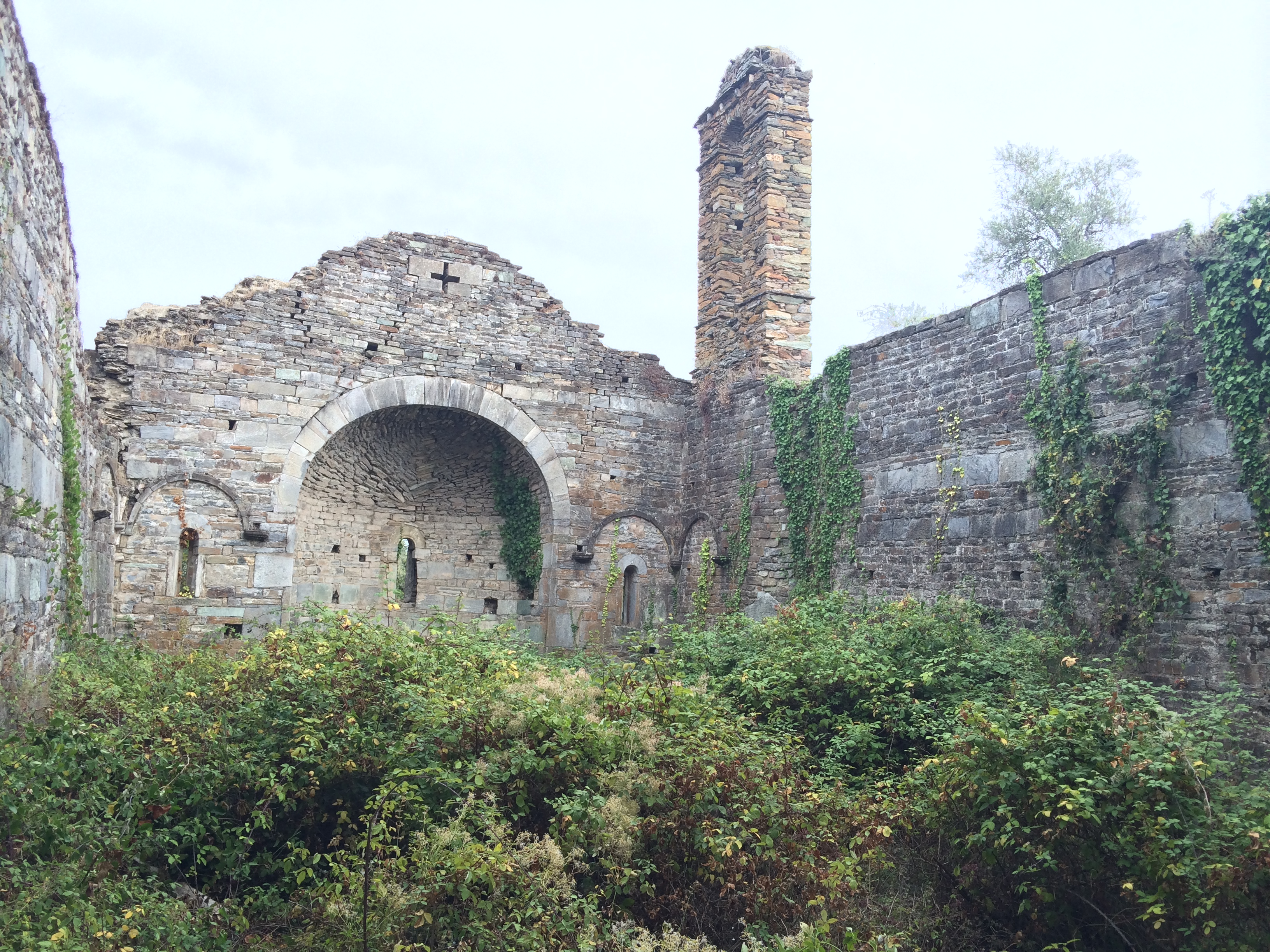
Ruinen der Kirche Santa Maria